# Nyiredy Judit
Nyiredy Judit (Budapest, 1954. június 12. –) kötött-hurkoltanyag tervező, textilművész.

## Pályája
Nyiredy Judit először a Magyar Iparművészeti Főiskolát (1974-79) végezte el, majd 1993-tól 96-ig a Magyar Iparművészeti Főiskola Rajz- és környezetkultúra középiskola tanár és video-műsorkészítő szakán szerzett diplomát. Mesterei Eigel István, Szabó János, Búzás Árpád, Droppa Judit és Sajnovits Sándor voltak.
Pályája során készített kötött alapanyagokat és ruhaterveket is. 1979-81-ig az Okisz Labor tervezőjeként tevékenykedett. Művészeti iskolákban tanít, foltvarró, gyöngyfűző tanfolyamokat vezet.
1980-ban elnyerte a Művészek a technikai nevelésért pályázat II. díját.

## Válogatott csoportos kiállítások
- 1979 • Alkotók az alkotó gyermekekért, Egyesült Izzó Klub • Művészek a környezetért, Duna Galéria, Budapest
- 1980 • Művészek az üzemekben, Magyar Nemzeti Galéria, Budapest
- 1981 • Fiatal művészek kiállítása, Vigadó Galéria, Budapest
- 1983 • 6. Ipari Textilművészeti Biennálé, Savaria Múzeum, Szombathely
- 1985 • Fiatal Iparművészek Stúdiója-kiállítás, Ernst Múzeum, Budapest • Divat, divat-kellék, Duna Galéria, Budapest
- 1987 • Fiatal Iparművészek Stúdiója-kiállítás, Vigadó Galéria, Budapest
- 1991 • Modern Etnika I., Árkád Galéria, Budapest
- 1992 • 12. Magyar Textilbiennálé (Fal- és Tértextil Biennálé), Szombathelyi Képtár, Szombathely
- 1996 • Angyalföldi Gyermek- és Ifjúsági Ház
- 1998 • Árpád Galéria